# Сендень-Дужи
Сендень-Дужи (пол. Sendeń Duży) — село в Польщі, у гміні Лонцьк Плоцького повіту Мазовецького воєводства.
Населення — 342 особи (2011).
У 1975-1998 роках село належало до Плоцького воєводства.

## Демографія
Демографічна структура станом на 31 березня 2011 року:
|          | Загалом | Допрацездатний вік | Працездатний вік | Постпрацездатний вік |
| -------- | ------- | ------------------ | ---------------- | -------------------- |
| Чоловіки | 161     | 30                 | 120              | 11                   |
| Жінки    | 181     | 44                 | 100              | 37                   |
| Разом    | 342     | 74                 | 220              | 48                   |